# Vakenhetsterapi
Vakenhetsterapi är en psykoterapeutisk teknik för behandling av affektiva störningar, som innebär att patienten hålls vaken i antidepressivt syfte. Förr praktiserades även djupsömnsterapi med barbiturat för samma störningar.
De första beläggen för att vakenhetsterapi verkade förbättra tillståndet för depressiva personer var på 1970-talet, då man trodde att vakenhet förstärkte medicinens verkan. I Köpenhamn började sedan försök med kombinerad vakenhets- och ljusterapi, vilket numera går under namnet kronoterapi. I anslutning till detta framlades en teori om att varje människa har en kronotyp, en egen dygnsrytm, ett individuellt sömnbehov, och är morgon- eller nattmänniska. Kronotypen är, utgår teorin från, genetiskt bestämd och ändras med åldern. En förklaringsmodell till vakenhetsterapins verkning utgår från att personens kronotyp är störd.
Terapiformen används vid affektiva störningar. Vakenhetsterapin kan vara en engångsföreteelse eller upprepas. Likaså kan längden på vakenheten variera; vid total vakenhetsterapi hålls patienten sömnlös en natt för att sedan inte få sova förrän natten därpå. Två andra former är vakenhet under första eller andra halvan av natten. Om det finns behov kan patienten avhållas från att somna med hjälp av ljusterapi eller psykofarmaka (dock inte neuroleptica som ger motsatt effekt).
Neuroendokrina studier på melatonin visar att det är skillnad på om vakenhetsterapin utförs under första eller andra halvan av natten. En studie av Wirz-Justice A. et al (2005) påstår att 60% av alla patienter upplever att deras tillstånd förbättrats av vakenhetsterapin. Dock är förbättringen kortvarig.